# 米约塞
米约塞（法語：Mieuxcé，法語發音：[mjøse] ⓘ）是法国奥恩省的一个市镇，位于该省南部，属于阿朗松区。

## 地理
米约塞（48°24'1"N, 0°0'40"E）面积10.36 平方千米，位于法国诺曼底大区奧恩省，该省份为法国西北部内陆省份，北起顺时针与卡爾瓦多斯省、厄尔省、厄尔-卢瓦省、萨尔特省、马耶讷省和芒什省接壤。
与米约塞接壤的市镇（或旧市镇、城区）包括：帕塞、萨尔特河畔孔代、拉费里耶尔博沙尔、埃卢、圣塞纳里勒热雷。

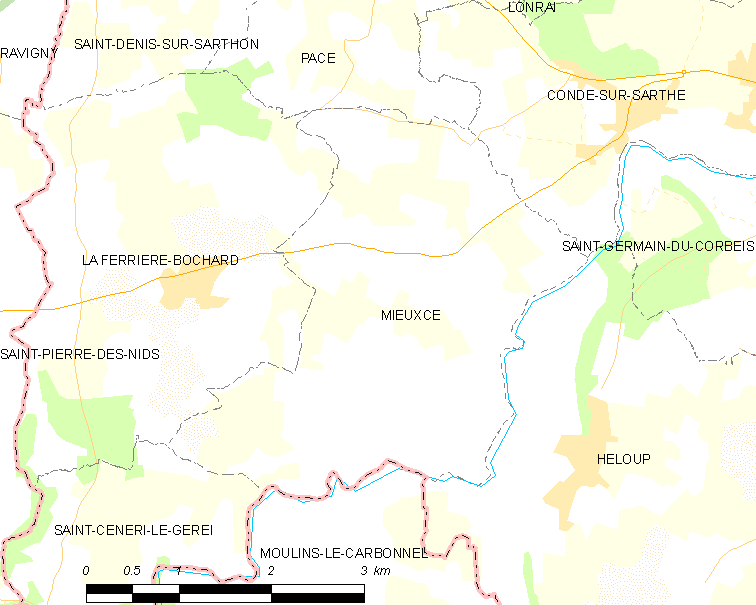
米约塞的OSM定位图

米约塞的时区为UTC+01:00、UTC+02:00（夏令时）。

## 行政
米约塞的邮政编码为61250，INSEE市镇编码为61279。

## 政治
米约塞所属的省级选区为达米尼县。

## 人口

1962-2008年间米约塞人口变化图示

米约塞于2022年1月1日时的人口数量为611人。